# Branchipodopsis karroensis
Branchipodopsis karroensis är en kräftdjursart som beskrevs av Barnard 1929. Branchipodopsis karroensis ingår i släktet Branchipodopsis och familjen Branchipodidae. Inga underarter finns listade.